# Antitrogus villosus
Antitrogus villosus är en skalbaggsart som beskrevs av Peter Geoffrey Allsopp 1993. Antitrogus villosus ingår i släktet Antitrogus och familjen Melolonthidae. Inga underarter finns listade i Catalogue of Life.